# 黃金羅盤 (小說)
《黃金羅盤》（英語：The Golden Compass），原裝英國版稱為《北極光》（Northern Lights），是菲力普·普曼奇幻文學系列《黑暗元素三部曲》的首部曲，於1995年出版。
本書曾榮獲卡內基獎章，並被新線影業改編為2007年同名電影和一款電子遊戲。
2019年11月3日，BBC One開始播放電視劇《黑暗元素》。第一季主要包含《黃金羅盤》中的故事。該劇在美國於11月4日在HBO上播放。

## 故事簡介
背景設定於一個由極權宗教組織「教誨權威」控制的世界。人們的靈魂能以動物型態的守護精靈生存，孩子們的守護精靈可任意變化成各種動物的型態，但一但進入青春期後守護精靈便會永久定型。
父母雙亡的12歲少女萊拉·貝拉克處於牛津約旦學院的監護下，過著與世無爭的生活。一次叔叔艾塞列公爵造訪學院時，萊拉意外見到學院院長試圖給叔叔下毒，亦初次得知神秘物質「塵」的存在。不久後，牛津出現「吞人獸」綁架小孩的事件，萊拉的好友羅傑·帕斯洛亦被綁走；一位社交名媛考爾特夫人收養了萊拉，在萊拉離開約旦學院前，院長將「真理探測儀」秘密交給她保管。
在與考爾特夫人生活一段時間後，萊拉又無意中發現考爾特夫人就是「吞人獸」組織的負責人，「吞人獸」實際上是由教誨權威資助的組織「奉獻委員會」。於是萊拉連夜出逃，與吉卜賽人同行，前往北極解救那些被教會綁架的孩子，沿途中她還結識了熱氣球飛行員李·史科比、武裝熊歐瑞克·拜尼森和女巫席拉芬娜·帕可拉。吉卜賽人與女巫聯手搗破了奉獻委員會在北極的基地波伐格，順利救出孩子們。萊拉還打算解救被武裝熊族軟禁的艾塞列公爵（實為萊拉親生父親），於是前往武裝熊族的首都斯瓦巴，在她一手計畫下，熊王奧夫·雷克森死於歐瑞克·拜尼森之手，歐瑞克成為新任熊王。
野心勃勃的艾塞列公爵意圖前往其他的平行世界，於是利用羅傑的死在極光中打通了前往其他平行世界的入口。隨後趕到的萊拉為好友羅傑哀悼，在守護精靈潘拉蒙的建議下，萊拉決定跟隨父親的腳步，前往未知的世界探索。

## 殊榮
- 1995年，獲頒卡內基獎章[1]。2007年，再度被選為卡內基獎章歷年得獎作品中的最佳作品，评委会表示：「這本書重新定義了兒童文學，改變了人們看兒童讀物的視角和思维。」[2]
- 1996年，獲頒衛報兒童小說獎（英语：Guardian Children's Fiction Prize）[3]。

## 改編作品
改編電影《黃金羅盤》於2007年12月上映，由克里斯·魏茲執導，達可塔·布·李察絲、妮可·基嫚、丹尼爾·克雷格、伊娃·葛林、山姆·埃利奧特和伊恩·麥克連等人主演。該片雖獲得了奧斯卡最佳視覺效果獎，但票房表現不佳。
電影上映同年，Shiny Entertainment也發行了電子遊戲版本的《黃金羅盤》。
2015年11月，英國廣播公司（BBC）宣布將《黑暗元素三部曲》系列小說改編成電視劇，由Bad Wolf和新線影業公司製作。該劇第一季劇情改編自《黃金羅盤》，於2019年11月首播。

## 外部連結
- 作者菲力普·普曼官網 （页面存档备份，存于）（英文）
- The Golden Compass的馆藏信息（WorldCat在线联合目录）<
- 互联网电影数据库（IMDb）上《黃金羅盤》的资料（英文）